# Luis Gutiérrez Martín
Luis Gutiérrez Martín C.M.F. (Navalmanzano, Segovia, 26 de noviembre de 1931-22 de junio de 2016) fue un religioso español perteneciente a la Congregación de los Hijos del Inmaculado Corazón de María. Fue obispo de Segovia (1995-2007) y antes obispo titular de Tisendi.

## Biografía
Profesó en la Congreación de Misioneros Claretianos el 23 de octubre de 1949 y fue ordenado presbítero el 8 de septiembre de 1957. Su ordenación episcopal fue el 23 de octubre de 1988.
Doctor in Utroque Iure en Derecho Canónico y Romano por la Universidad Pontificia Lateranense de Roma y diplomado en Escuela Jurídica por la CIVCSVA de Roma, ejerció como profesor de estas disciplinas en Salamanca y Roma desde 1961 a 1968, y en Madrid 1985-1989. El Cardenal Tarancón le nombró en 1978 vicario judicial de la Archidiócesis de Madrid.
Secretario de la revista "Commentarium por Religiosis et Missionariis" (Roma), colaboró como asesor de la Embajada de España ante la Santa Sede para la reforma del Concordato de 1953 y sobre la Ley de Libertad Religiosa.
Fue Provincial de los Claretianos de la Provincia de Castilla durante los años 1968-1980.
Desempeñó los puestos de Vocal, Vicepresidente y Presidente de la CONFER sucesivamente desde 1968, creando el Servicio Asistencial para los Religiosos (SERAS), que se convierte en Mutualidad autónoma en 1977.
Desde que fuese consagrado obispo desempeñó primero las funciones de obispo auxiliar en la Madrid-Alcalá y vicario general de Madrid. El 12 de mayo de 1995 fue nombrado por la Santa Sede Apostólica obispo de Segovia, tomando posesión de su cargo el 2 de julio de dicho año y aceptada su renuncia el 3 de noviembre de 2007.
La Santa Sede le confió el cargo de Asistente General de los Monjes Jerónimos.
Retirado, ejerció su ministerio en Guatemala. En la CEE ha sido miembro de las Comisiones Episcopales de Enseñanza y Catequesis (1990-1996); Apostolado Seglar (1996-1999) y Patrimonio Cultural (1996-1999). Desde 1999 a 2005, fue el presidente de la Comisión Episcopal para la Vida Consagrada, de la fue miembro hasta su fallecimiento. Presidente de la Comisíón Mixta de Obispos y Superiores Mayores de la Conferencia Episcopal Española desde febrero de 1999. Y Presidente de la Fundación de "Las Edades del Hombre" desde el 14 de marzo de 2000 hasta junio del 2003.

## Obras
- La Dispensa de la Ley del celibato eclesiástico. CMF Publications. Phoenix (USA), Roma, 1967
- El Privilegio de nombramiento de Obispos en España. Roma, 1967
- También los clérigos bajo la jurisdicción del Estado. Roma, 1968
- La incapacidad para contraer Matrimonio. Pont. Univ. de Salamanca, 1987
- Voluntad y Declaración en el Matrimonio. Pont. Univ. de Salamanca, 1990
- Los Monasterios de Monjas. Segovia, 2003
- El Régimen de la Diócesis. Salamanca, 2004